# Chaunax gomoni
Chaunax gomoni, tên thông thường là cá nóc hòm Gomon, là một loài cá biển thuộc chi Chaunax trong họ Chaunacidae. Loài này được mô tả lần đầu tiên vào năm 2015.

## Danh pháp khoa học
Loài này được đặt theo tên của nhà ngư học Martin F. Gomon nhằm vinh danh những đóng góp của ông trong việc phân loại cá, cũng như để tri ân tình bạn gắn bó lâu dài của Gomon với các tác giả.

## Phân bố và môi trường sống
C. gomoni có phạm vi phân bố ở vùng biển Đông Ấn Độ Dương và Tây Thái Bình Dương. Mẫu vật của C. gomoni được thu thập ở ngoài khơi các đảo phía tây Indonesia và ở ngoài khơi Philippines. Chúng được tìm thấy ở độ sâu khoảng từ 180 đến 359 m.

## Mô tả
Chiều dài tối đa được ghi nhận ở C. gomoni có kích thước khoảng 17,7 cm. Màu sắc của mẫu vật khi vừa mới chết: Cơ thể có màu đỏ hồng với các đốm màu xanh lục với đủ kích cỡ ở phần thân trên. Có 5 vệt sọc tỏa ra từ mắt. Vùng bụng màu trắng nhạt. Khi được bảo quản trong rượu, các đốm xanh trên cơ thể chuyển sang màu nâu sậm; cơ thể chuyển sang màu trắng nhạt hoặc nâu nhạt.
Số gai ở vây lưng: 3; Số tia vây mềm ở vây lưng: 12 (tia thứ nhất ngắn nhất); Số gai ở vây hậu môn: 0; Số tia vây mềm ở vây hậu môn: 7 (tia thứ nhất ngắn nhất); Số tia vây mềm ở vây ngực: 12 – 13 (tia thứ 4 hoặc 5 thường dài nhất); Số tia vây mềm ở vây đuôi: 9.